# Nordlig lilariska
Nordlig lilariska (Lactarius pseudouvidus) är en svampart som tillhör divisionen basidiesvampar, och som beskrevs av Robert Kühner. Nordlig lilariska ingår i släktet riskor, och familjen kremlor och riskor. Arten är reproducerande i Sverige.

## Bildgalleri